# 偵察オーダー
偵察オーダー（ていさつオーダー）あるいは偵察メンバー（ていさつメンバー）とは、野球で、その試合で出場させる予定のない控え選手をわざと先発メンバーに入れておく作戦、また実際には打席に立たずに守備にも就かない選手のことである。当て馬とも呼ばれる。

## 概要
偵察オーダーは、相手チームの先発投手が予想できない時、特に右投手か左投手（サウスポー）かが予測できない場合、控え選手をとりあえず先発選手とし、試合が始まってから実際に試合に出場させる選手に交代させるというものである。この時の控え選手はほとんどの場合は登板予定のない投手である。時には投手ではなく、捕手や野手でも故障のため試合に出場できない選手をオーダーに入れておく場合もある。1960年から大洋ホエールズの監督を務めた三原脩がよく起用しており、多いときは先発メンバー9人のうち7人を偵察メンバーで埋めたこともあった（詳細は「三原脩#采配」を参照）。
この作戦を用いる場合、先攻チームであれば1回表に偵察メンバーに打順が回ってきたところで出場させたい選手を代打として起用すればよいが、打順が回ってこなかったとき、あるいは後攻チームの場合は、偵察メンバーが実際に守備に就き、試合開始が宣告されてから交代を行わなければならない。ところが、交代して出場する予定の選手が初めから守備に就いてしまい、監督も選手交代を怠って、そのまま試合が続行されるという事態も発生した。この場合、公認野球規則5.10(j)の規定に基づき、球審がプレイを宣告した段階で正規の交代手続きがあったものと見做され、その交代出場した選手が行ったプレイおよびその選手に対して行われたプレイはいずれも正規のものとなる。なお、偵察選手は、1976年までは守備成績の上では試合に出場したものとみなされていた。1960年代から1970年代前半の選手の成績に、投手以外の守備位置が記録されている場合は、このケースが多い。打撃成績としての「試合」数には、現在でも偵察メンバーとしての出場もカウントされている。
予告先発制度が採用されているリーグでは、先発投手があらかじめ予告されるので、偵察メンバーを入れる必要性がない。日本では1994年からパシフィック・リーグが、2012年からセントラル・リーグがそれぞれ予告先発を採用している。セ・パ交流戦でもセ・リーグが予告先発を導入した2012年から採用されたため、現在では偵察オーダーはほとんど見られない。
ちなみに、自チームの先発投手が指名打者 (DH) の第1打席を迎える前に交代していない（続投している）場合は、第1打席を完了する前に指名打者を交代することはできない。そのため、指名打者に偵察メンバーを入れるメリットはほぼないが、後述するケースのように、このルールを失念して偵察メンバーを指名打者に起用してしまい、偵察メンバーがそのまま打席に立たざるを得なくなったという事例も存在する。

## 指名打者制度と偵察メンバー
日米とも指名打者制度が導入された当初は指名打者の交代は自由であったため、指名打者に偵察メンバーを使用することも可能であった。しかしアメリカでは1981年、日本では1982年に指名打者に関する規則が改正され、指名打者として先発オーダーに記載された選手は、1打席を完了するか、相手の先発投手が降板しなければ他の選手との交代ができなくなり、指名打者に偵察メンバーを置くことは事実上不可能となった。
1982年8月12日の近鉄バファローズ対阪急ブレーブス戦で、阪急の上田利治監督がこの規則改正を忘れ、投手の山沖之彦を偵察メンバーのつもりで「5番・指名打者」として先発オーダーに入れたが、1回表一死満塁で回ってきた山沖の第1打席の時に交代が認められなかった。山沖は三振し阪急はこの回結局無得点に終わった。なお、上田はこのあと山沖の代打で指名打者に入った河村健一郎が四球で出塁した際、代走に小林晋哉を起用し、その小林を次の守備から右翼手に入れたため、その時点で指名打者が消滅して先発投手の永本裕章が2番の打順に入り、2番手投手の宮本四郎が実際に打席に立って右飛に倒れている。結果的にこの試合の阪急は投手登録の選手が2人打席に立ったことになり、指名打者制導入後のパ・リーグの公式戦では極めて異例のケースとなった。試合自体は13 - 5で阪急が勝っている。
2011年5月20日のオリックス・バファローズ対広島東洋カープ戦（セ・パ交流戦）では、広島の野村謙二郎監督が投手の今村猛を偵察メンバーのつもりで「7番・指名打者」で先発オーダーに入れ、オリックスの岡田彰布監督に指摘されて規則に気付くシーンがあった。今村は2回表一死一塁の第1打席で送りバントを決め、第2打席で代打に石井琢朗が送られた。試合は2 - 3で広島が敗れた。
なお、2020年現在はNPBのシーズン公式戦・クライマックスシリーズでは予告先発制度が全試合で採用されているため、こうしたケースが起こりうるのは原則としてオープン戦、日本シリーズの試合のみとなっている。

## 偵察メンバーに対抗する作戦
1回表に守備側のチームが偵察メンバーの選手を交代したのを見計らって、攻守交代後の1回裏にすぐに投手を交代する作戦がある。規則上投手は登板したら少なくとも1人の打者の打撃を完了する必要があるため、交代は2人目の打者からとなる。先攻と後攻が逆の場合、偵察メンバーを交代するのが1回表に打順が回ってきた際か1回裏の守備のときになるので、1イニング投げる必要が出てくる。
この作戦は、かつて野村克也が計2度実行したことがある。
- 1度目は、南海ホークスの監督だった1976年5月15日のロッテオリオンズ対南海戦で、右投手の佐々木宏一郎を先発投手にし、ロッテが1回表に偵察メンバー2人の守備位置に左打者の選手を入れた後、1回裏の2人目の打者から左投手の星野秀孝に交代するという作戦をとった。しかし、佐々木が安打を浴びて無死一塁となったところで星野に交代し、星野が打たれて走者の生還を許してそのまま南海が試合に敗れたため、佐々木が敗戦投手となった。
- 2度目は、ヤクルトスワローズの監督だった1990年10月1日の広島対ヤクルト戦で、右投手の郭建成を先発投手にし、広島が1回表に偵察メンバーの守備位置に左打者の選手を入れた後、1回裏に郭が1人打ち取ってから左投手の加藤博人に交代、広島を1点に抑えて勝利している。

大洋監督時代の三原脩もこの作戦をしばしば採用したが、それが思わぬ大記録を生んだ例もある。1966年5月1日の広島対大洋のダブルヘッダー第2試合で、左投手の小野正一が先発するのを広島側に読まれていると知った三原は、試合直前で先発を右投手の佐々木吉郎に変更。広島が左打者を並べてきたところで2回から小野を登板させる予定にしていたが、佐々木が1回を三者凡退に抑えたことから、三原の「1本もヒットを打たれてないのに代えられるか」の言葉により急遽、安打を打たれるまで佐々木が続投することになった。佐々木はそのまま安打どころか1人の走者も出さずに9回まで投げ切り、完全試合を達成した。

## 偵察メンバーに関するエピソードを持つ選手
- 干場一夫：偵察メンバー第1号（1950年4月22日）。
- 渡会純男：通算419試合出場の半分以上が偵察メンバーでの出場。166試合連続偵察出場のプロ野球記録を残した。
- 斎藤勝博：通算25試合出場の全試合が偵察メンバーでの出場。
- 相馬勝也：1986年に27試合に出場したが26試合は偵察メンバーでの出場で「当て馬の相馬」と呼ばれた。
- 唯一の公式戦出場が偵察メンバーでの出場だった主な選手として、のちに福岡ソフトバンク二軍監督などを務める小川一夫、金城龍彦の父である金城晃世などがいる。
- 1993年10月3日の対阪神戦（甲子園）で、中日の高木守道監督は2日前の試合で死球を受け途中交代していた落合博満を3番・右翼の偵察メンバーとして起用したことがある。落合は打席に入らず、1回から代打で川又米利が出場した。